# Sos chili

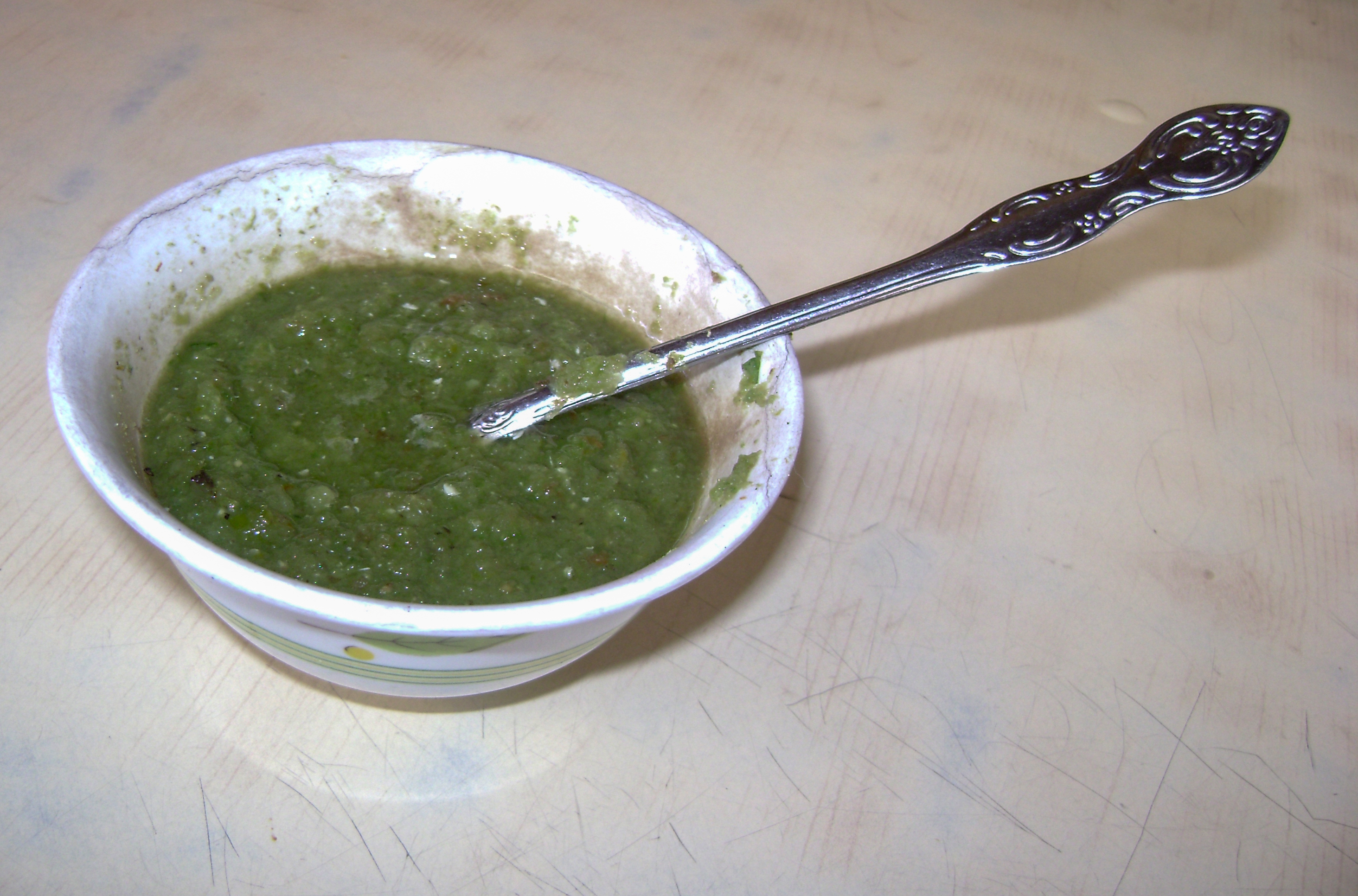
Peruwiański sos z zielonego chili

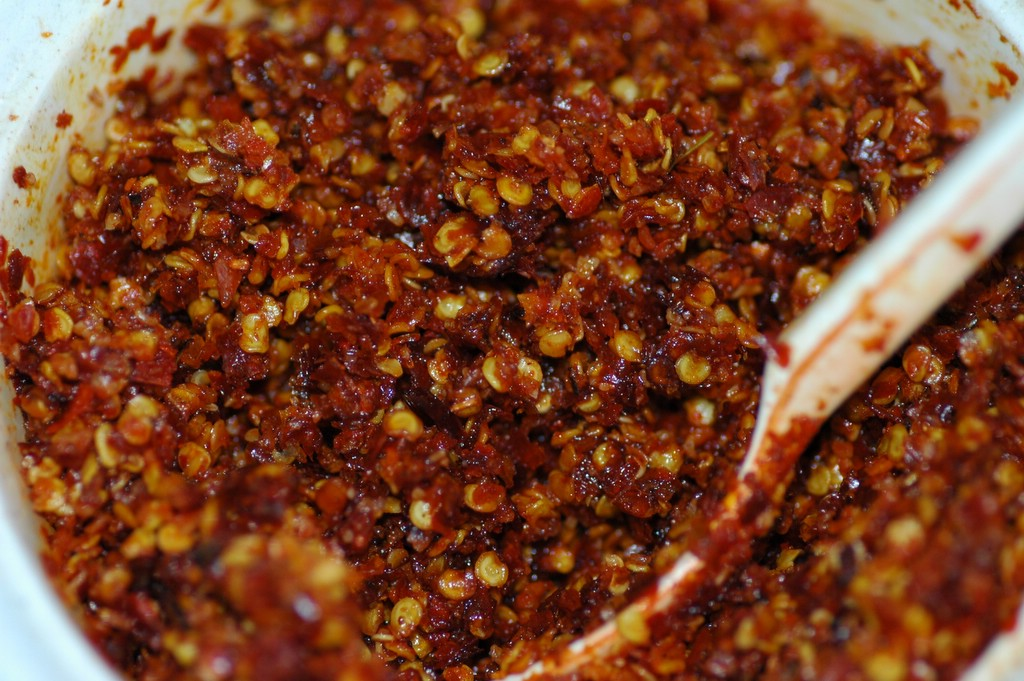
Wietnamski sos chili

Sos chili (ang. chili sauce) – ogólna nazwa ostrych sosów i dipów, w których wyraźną dominantą smakową są ostre papryczki chili. Tradycyjnie stanowił ważny element kuchni Meksyku, a po zaadaptowaniu papryki w Azji kuchni krajów Azji Południowo-Wschodniej. Składnikiem płynnym sosu może być woda, olej, ocet, czekolada, sfermentowana fasola itd. W zależności od ilości i rodzaju użytych papryczek stopień ostrości sosu, konsystencja i barwa mogą się bardzo różnić.

## Odmiany
- Afryka: piri-piri
- Indonezja: sambal
- Meksyk: salsa picante
- Tajlandia: nam pla phrik